# Bersa BP9CC
La BP9CC es una pistola semiautomática, producida por la empresa de armas argentina Bersa S.A. en la fábrica de Ramos Mejía. Es una pistola con empuñadura de polímero de alta resistencia, armazón autoportante que simplifica la limpieza y mantenimiento, cañón poligonal, indicador de recámara cargada sobre la corredera, posee un riel Picatinny para accesorios tácticos.

## Diseño
Es un arma concebida para uso intensivo, de primera calidad, construida con materiales de estándares internacionales, óptimos en su aplicación para armas de fuego. Los componentes de estas armas han sido fabricados con tecnología de última generación, garantizando su calidad e intercambiabilidad de componentes. 
El sistema de acerrojado es por corto retroceso, cañón basculante y encastre en la ventana de eyección, lo cual asegura un positivo y firme vínculo entre el cañón y la corredera en el momento del disparo, y un desacople que favorece la eyección de las vainas vacías y la carga de un nuevo cartucho sin interrupciones. 
La acción de percutor lanzado permite transportar el arma cargada con un cartucho en la recámara y efectuar el primer disparo simplemente presionando la cola del disparador. 
La pistola posee tres seguros sumamente efectivos que funcionan en forma automática. El primero de ellos mantiene al percutor bloqueado, y el segundo al disparador bloqueado; en ambos casos esto ocurre mientras no se acciona la cola del disparador, impidiendo así la posibilidad de un disparo involuntario por caídas, golpes o vibraciones. El tercero es el seguro del cargador, que imposibilita la percusión en caso de que el cargador no se encuentre insertado y retenido en el arma. 
El desensamble para la limpieza de todas las pistolas de la serie BP es sumamente fácil. Se efectúa retirando el mismo componente que cumple la función de retén de corredera, dividiéndose el arma en unas pocas piezas de tamaño considerable, para evitar la pérdida de componentes. 
El arma posee aviso de arma descargada, quedando la corredera en posición abierta al disparar el último cartucho del cargador. 
El arma posee aviso de cartucho en la recámara, tanto visual como táctil. El indicador de cartucho en recámara asoma cuando existe un cartucho en la recámara del cañón, y se esconde nuevamente dentro de la corredera cuando la misma está vacía.

## Variantes
- BP9CC - Versión calibre 9 x 19 mm Parabellum
- BP380CC - Versión calibre 9 × 17 mm Corto
- BP40CC - Versión calibre .40 S&W

## Usuarios
- Argentina: Es empleada por algunas Policías provinciales de Argentina.